# 岩渕良太
岩渕 良太（いわぶち りょうた、1990年4月26日 - ）は、東京都武蔵野市出身のプロサッカー選手。Jリーグ・FC琉球所属。ポジションは主にミッドフィールダー（MF）。
元サッカー選手の岩渕真奈は実妹。

## 来歴
小学校1年でサッカーを始めた。中学校・高校ではFC東京の下部組織に所属し、フォワードとして活躍。主に1.5列目に入り エースとして 得点を量産。2007年にJリーグユース選手権、2008年にはU-18日本クラブユース選手権を制し、同年のJリーグユース選手権では得点王に輝いた。同期は三田啓貴、山村佑樹、畑尾大翔、藤原広太朗、山崎侑輝、井上亮太、平野又三、宮澤勇樹、六平光成など。
2009年、三田、山村と共に明治大学に進学しサッカー部に所属。中足骨を骨折し長期離脱を強いられたが、復帰後は攻撃を牽引。同期のFW阪野豊史と共に大学サッカーを代表するツートップと評された。ゴールに近い位置でのプレーを得意としつつも、臨機応変な判断に長け サイドハーフやボランチも柔軟にこなした。
2013年より松本山雅FCに入団。同年4月、J2第8節FC岐阜戦で公式戦初出場。続いて出場機会を得た第15節千葉戦では、展開力を有することで ボランチに配されたために、前線でゴールに絡む持ち味を発揮しきれなかった。
2014年、レノファ山口FCへ期限付き移籍。同年10月、山口県選抜として国体に出場し、ベスト8入り。
2015年、FC琉球へ期限付き移籍。薩川了洋監督の下、様々なポジションで起用されながらチームの中軸を担い、高い順応性で攻撃陣を牽引した。同年末、移籍期間 及び松本との契約を満了。
2016年、薩川率いるSC相模原へ完全移籍。序盤はボランチに入って攻撃を組み立て、中盤は右SBで起用されて多様性を見せ、終盤にはFWを務めて同年のチーム最多得点を記録した。
2017年、グルージャ盛岡へ完全移籍。
2018年1月、藤枝MYFCへの完全移籍が発表された。
2023年シーズンをもって藤枝を退団。
2024年、FC琉球に加入。9年ぶりに沖縄でプレーをする。

## 所属クラブ
- 関前SC[3] (西東京市立保谷第二小学校)
- 2003年 - 2005年 FC東京U-15 / FC東京U-15深川[注 1](西東京市立柳沢中学校)
- 2006年 - 2008年 FC東京U-18 (東京都立杉並高等学校[34])
- 2009年 - 2012年 明治大学 (文学部[10])
- 2013年 - 2015年  松本山雅FC
  - 2014年  レノファ山口FC (期限付き移籍)
  - 2015年  FC琉球 (期限付き移籍)
- 2016年  SC相模原
- 2017年  グルージャ盛岡
- 2018年 - 2023年  藤枝MYFC
- 2024年 -  FC琉球

## 個人成績
| 国内大会個人成績 | 国内大会個人成績 | 国内大会個人成績 | 国内大会個人成績 | 国内大会個人成績 | 国内大会個人成績 | 国内大会個人成績 | 国内大会個人成績 | 国内大会個人成績 | 国内大会個人成績 | 国内大会個人成績 | 国内大会個人成績 |
| 年度             | クラブ           | 背番号           | リーグ           | リーグ戦         | リーグ戦         | リーグ杯         | リーグ杯         | オープン杯       | オープン杯       | 期間通算         | 期間通算         |
| 年度             | クラブ           | 背番号           | リーグ           | 出場             | 得点             | 出場             | 得点             | 出場             | 得点             | 出場             | 得点             |
| 日本             | 日本             | 日本             | 日本             | リーグ戦         | リーグ戦         | リーグ杯         | リーグ杯         | 天皇杯           | 天皇杯           | 期間通算         | 期間通算         |
| ---------------- | ---------------- | ---------------- | ---------------- | ---------------- | ---------------- | ---------------- | ---------------- | ---------------- | ---------------- | ---------------- | ---------------- |
| 2009             | 明治大           | 33               | -                | -                | -                | -                | -                | 0                | 0                | 0                | 0                |
| 2013             | 松本             | 30               | J2               | 2                | 0                | -                | -                | 0                | 0                | 2                | 0                |
| 2014             | 山口             | 13               | JFL              | 25               | 0                | -                | -                | -                | -                | 25               | 0                |
| 2015             | 琉球             | 14               | J3               | 32               | 4                | -                | -                | 1                | 0                | 33               | 4                |
| 2016             | 相模原           | 14               | J3               | 29               | 7                | -                | -                | -                | -                | 29               | 7                |
| 2017             | 盛岡             | 41               | J3               | 24               | 1                | -                | -                | 2                | 0                | 26               | 1                |
| 2018             | 藤枝             | 8                | J3               | 20               | 3                | -                | -                | -                | -                | 20               | 3                |
| 2019             | 藤枝             | 8                | J3               | 22               | 7                | -                | -                | -                | -                | 22               | 7                |
| 2020             | 藤枝             | 8                | J3               | 5                | 0                | -                | -                | -                | -                | 5                | 0                |
| 2021             | 藤枝             | 8                | J3               | 24               | 5                | -                | -                | -                | -                | 24               | 5                |
| 2022             | 藤枝             | 8                | J3               | 27               | 6                | -                | -                | 1                | 0                | 28               | 6                |
| 2023             | 藤枝             | 8                | J2               | 38               | 5                | -                | -                | 0                | 0                | 38               | 5                |
| 2024             | 琉球             | 8                | J3               | 31               | 2                | 2                | 0                | -                | -                | 33               | 2                |
| 2025             | 琉球             | 8                | J3               |                  |                  |                  |                  |                  |                  |                  |                  |
| 通算             | 日本             | 日本             | J2               | 40               | 5                | -                | -                | 0                | 0                | 40               | 5                |
| 通算             | 日本             | 日本             | J3               | 214              | 35               | 2                | 0                | 4                | 0                | 220              | 35               |
| 通算             | 日本             | 日本             | JFL              | 25               | 0                | -                | -                | -                | -                | 25               | 0                |
| 通算             | 日本             | 日本             | 他               | -                | -                | -                | -                | 0                | 0                | 0                | 0                |
| 総通算           | 総通算           | 総通算           | 総通算           | 279              | 40               | 2                | 0                | 4                | 0                | 285              | 40               |

出場歴
- 2013年4月14日：Jリーグ初出場 - J2第8節 vsFC岐阜 (松本平広域公園総合球技場)
- 2014年3月16日：JFL初出場 - 1st第1節 vsHonda FC (ホンダ都田サッカー場)
- 2015年4月26日：Jリーグ初得点 - J3第7節 vsグルージャ盛岡 (沖縄県総合運動公園陸上競技場)

その他の公式戦出場
- 2014年 第69回国民体育大会サッカー競技 - 2試合0得点
- 2017年 第67回岩手県サッカー選手権大会 - 1試合1得点

## タイトル

### クラブ
FC東京U-15 / FC東京U-15深川
- 日本クラブユースサッカー選手権 (U-15)大会 (2003年)

FC東京U-18
- イギョラ杯 国際親善ユースサッカー大会 (2006年)
- サニックス杯国際ユースサッカー大会 (2007年)
- Jリーグユース選手権大会 (2007年)
- 関東プリンスリーグ (2008年)
- 日本クラブユースサッカー選手権 (U-18)大会 (2008年)

明治大学体育会サッカー部
- 東京都サッカートーナメント (2009年)
- 全日本大学サッカー選手権大会 (2009年)
- 関東大学サッカーリーグ戦 (2010年)

### 個人
- Jリーグユース選手権大会 得点王 (2008年)

## 関連出演
- MYFCロッカールーム（2023年 - 、FM島田）第2、第4水曜日放送。第2水曜日パーソナリティとして出演(第4水曜日は、渡邉りょう)[35][36]